# André Kagwa Rwisereka
André Kagwa Rwisereka, född den 31 december 1949 i Rusenge, Nyaruguru, Rwanda, död den 13 juli 2010, var vice ordförande för Rwandas gröna parti, Democratic Green Party of Rwanda. Han hade året innan varit en av dem som grundade detta parti. Han fanns mördad och delvis halshuggen den 14 juli 2010. Partiets ordförande Frank Habineza var en av de oppositionsledare som krävde en oberoende internationell utredning av mordet, vilket kan ha haft politiska motiv.